# Reuters
Reuters Bureau er et britisk nyhedsbureau, grundlagt af Paul Julius Reuter i 1849 i den tyske by Aachen, tæt ved grænsen til Holland og Belgien . Reuters Bureau blev sidenhen flyttet til London i 1850 efter opfordring fra ingeniøren Werner von Siemens. Paul Julius Reuter deltog sammen med Bernhard Wolff og Charles-Louis Havas i forhandlingerne af Paris-aftalen i 1859. Siden 1941 har Reuters Bureau været ejet af den britiske, australske og newzealandske presse i fællesskab. I dag er det Storbritanniens nationale nyhedsbureau.
Reuters Group plc (LSE: RTR, NASDAQ: RTRSY) er kendt for at levere data til finansmarkedet og som en nyhedstjeneste der leverer nyhedsreportager fra hele verden til aviser og andre nyhedsmedier. Nyhedsrapporteringen udgør dog under 10% af firmaets indtægter. Reuters primære fokus er på at forsyne finansmarkedet med information og handelssystemer.